# ある朝突然、スーパースター
『ある朝突然、スーパースター』（あるあさとつぜんスーパースター、Superstar）は、2012年のフランス・ベルギー合作のコメディドラマ映画。第69回ヴェネツィア国際映画祭コンペティション部門上映作品。セルジュ・ジョンクールの小説『L'Idole』から着想を得ている。
日本では劇場未公開だが、2014年11月14日にWOWOWシネマで放送された。

## ストーリー
リサイクル会社で働く冴えない中年男マルタン・カザンスキーはある日突然「有名人」としてネットを中心に世の中の注目を集めるようになる。理由も分からず、ただ戸惑うだけのマルタンだったが、テレビ局で働く女性フルールは彼に目を付け、自分の番組に出演させる。すると、彼の「平凡」なキャラクターが大衆の支持を集め、マルタンはますます人気者となるが、そのために職を失ってしまう。周りの急激な変化に対して、欲のない彼は以前と変わらぬ控え目な生活を送ることを願うものの、そんな彼の「人気」を悪用する者が現れるようになると、ある日突然、彼は嫌われ者となり、言われのない誹謗中傷を浴びるようになる。全てを失ったマルタンは、ほんの少し前に彼の番組を作ろうとしていたテレビ局のジャン＝バプティストに助けを求めるが、既に過去の存在になっていたマルタンを相手にしてくれることはなかった。
しばらくして、マルタンは回顧録を出版する。マルタンは、家具すらなくなった自分の部屋で、彼を支え続けてくれた人々を集めてささやかな出版パーティを開く。そこにマルタンに対する罪悪感からテレビ局を辞めていたフルールが現れる。フルールに恋心を抱いていたマルタンは、彼女に裏切られた想いを抱いていたために、はじめは追い返すが、すぐに彼女を追いかけ、パーティに誘う。

## キャスト
- マルタン・カザンスキー - カド・メラッド： リサイクル会社で働く43歳独身男性。
- フルール・アルノー - セシル・ドゥ・フランス： テレビ局で働く独身女性。
- ジャン＝バプティスト - ルイ＝ド・ドゥ・ランクザン： フルールの上司。既婚でフルールと不倫中。
- アルバン - ベン： テレビ司会者。
- アルベルト - アルベルト・ソルベリ： トランスジェンダーのアーティスト。
- モリゾー - ピエール・ディオ： 弁護士。マルタンの代理人に。
- エドワール・ロランス - ステファン・ヴォイトヴィッチ： テレビ局社長。